# Xã Spruce Grove, Quận Becker, Minnesota
Xã Spruce Grove (tiếng Anh: Spruce Grove Township) là một xã thuộc quận Becker, tiểu bang Minnesota, Hoa Kỳ. Năm 2010, dân số của xã này là 405 người.